# Canada-France-Hawaii Telescope Legacy Survey
Le Canada-France-Hawaii Telescope Legacy Survey (CFHTLS) est un projet employant la caméra MegaPrime du télescope Canada-France-Hawaï.

## Histoire
Les communautés françaises et canadiennes en astronomie entreprennent un grand relevé astronomique organisé et surveillé par un groupe de direction, et techniquement soutenu par un groupe de supervision des données, le CFHTLS est une entreprise importante pour les communautés canadiennes et françaises : plus de 450 nuits sur 5 ans seront consacrées à l'aperçu en utilisant la caméra à large champ MegaPrime équipé de l'imageur MegaCam, couvrant 1 degré carré et équipé de 36 CCD.